# Compatibilidad hacia adelante
La compatibilidad hacia adelante o la compatibilidad hacia arriba es una característica del diseño que permite que un sistema acepte entradas destinadas a una versión posterior de sí mismo. El concepto puede aplicarse a sistemas completos, interfaces eléctricas, señales de telecomunicaciones, protocolos de comunicación de datos, formatos de archivos y lenguajes de programación de computadoras. Un estándar admite compatibilidad hacia adelante si un producto que cumple con versiones anteriores puede procesar "con gracia" la entrada diseñada para versiones posteriores del estándar, ignorando las partes nuevas que no comprende.
El objetivo de la tecnología compatible hacia adelante es que los dispositivos antiguos reconozcan cuándo se han generado datos para nuevos dispositivos.
La compatibilidad hacia adelante para el sistema anterior generalmente significa compatibilidad hacia atrás para el nuevo sistema, es decir, la capacidad de procesar datos del sistema anterior; El nuevo sistema generalmente tiene compatibilidad total con el anterior, ya que puede procesar y generar datos en el formato del sistema anterior.
La compatibilidad hacia adelante no es lo mismo que la extensibilidad. Un diseño compatible hacia adelante puede procesar al menos algunos de los datos de una versión futura de sí mismo. Un diseño extensible facilita la actualización. Un ejemplo de ambas ideas de diseño se puede encontrar en los navegadores web. En cualquier momento, un navegador actual es compatible con versiones posteriores si acepta con gracia una versión más nueva de HTML. Mientras que la facilidad con la que se puede actualizar el código del navegador para procesar el HTML más reciente determina cuán extensible es.

## Ejemplos

### Estándares en Telecomunicaciones
La introducción de la transmisión estéreo de FM, o la televisión en color, permitió la compatibilidad hacia adelante, ya que los receptores de radio monofónicos de FM y los televisores en blanco y negro aún podrían recibir una señal de un nuevo transmisor. También permitió la compatibilidad con versiones anteriores, ya que los nuevos receptores podrían recibir señales monofónicas o en blanco y negro generadas por transmisores antiguos.

### Juegos de Video
- La Game Boy es capaz de jugar a ciertos juegos lanzado para la Game Boy Color. Estos juegos utilizan el mismo diseño del cartucho que los juegos de la Game Boy original, a pesar de que el plástico utilizado normalmente sea negro en lugar del gris característico e incluyan el logotipo de la GBC en la etiqueta y la caja, Nintendo oficialmente se refiere a los títulos tales como "Modo Dual".[1][aclaración requerida]
- El PlayStation original es compatible con el mando DualShock 2.[2] Del mismo modo la PlayStation 3 puede ser jugada con un mando DualShock 4.[3]
- La Neo Geo Pocket fue capaz de reproducir la mayoría de los juegos de Neo Geo Pocket Color.[cita requerida]
- La WonderSwan es capaz de reproducir algunos de WonderSwan Color de los juegos.[aclaración requerida]

### HTML
HTML está diseñado para tratar todas las etiquetas de la misma manera (como elementos en línea inertes y sin estilo) a menos que se anule su apariencia o comportamiento; ya sea por la configuración predeterminada del navegador, o por secuencias de comandos o estilos incluidos en la página. Esto hace que la mayoría de las nuevas funciones se degraden con gracia en los navegadores más antiguos. Un caso en el que esto no funcionó como se esperaba fue con los bloques de estilo y secuencia de comandos, cuyo contenido debe interpretarse por el navegador en lugar de ser parte de la página. Estos casos se trataron encerrando el contenido dentro de los bloques de comentarios.

## NUC (not upwardly compatible) (No compatible hacia arriba)
Algunos productos no están diseñados para ser compatibles, que ha sido referido como NUC (no compatible). En algunos casos, esto puede ser intencional por parte de los diseñadores, como una forma de vendor lock-in o del software de regresión.
Por ejemplo, un productor de cubículos considera cambiar su diseño de cubículo. Un diseñador promueve el cambio de la huella de 4 pies cuadrados a 1,2 metros cuadrados. Inmediatamente, el gerente de ventas llama a "NUC" y se entiende el problema: si la huella cambia y los clientes existentes están considerando comprar más al productor, tendrán que instalar una unidad de diferente tamaño en una oficina diseñada para el cubículo de 4 pies cuadrados.
La obsolescencia programada es un tipo de compatibilidad ascendente, pero en lugar de adoptar una política de compatibilidad inversa, las empresas adoptan una política comercial de incompatibilidad inversa para que las aplicaciones más nuevas requieran dispositivos más nuevos.